# Венедиктов Лев Миколайович
Лев Миколайович Венедиктов (6 жовтня 1924, Тамбов — 10 грудня 2017, Київ) — радянський та український хоровий диригент, педагог, народний артист України, народний артист СРСР, член-кореспондент Національної академії мистецтв України, Герой України.

## Життєпис
Народився 6 жовтня 1924 (м. Тамбов, Росія), у сім'ї відомого на той час регента — Миколи Яковича Венедиктова, який учився у Петербурзькій придворній півчій капелі разом з О.Александровим та Ю.Шапоріним, закінчив у М.Черепніна та А.Лядова Петербурзьку консерваторію, працював хормейстером у Маріїнському театрі.
«Моїм еталоном у диригентській професії, — згадує Лев Миколайович, — був батько — дуже хороший музикант. Усе в домі, сім'ї було пов'язане з музикою. Часто збиралися друзі, колеги-музиканти, грали ансамблі, квартети, тріо чи співали. Пригадую: Мені — чотири роки, батько посадив мене на піаніно, ноги в мене звисають над клавіатурою. Всі співають Чайковського (музику до драми „Снігуронька“). З цього, мабуть, і почалося моє захоплення музикою на все життя».
Мати Левка Миколайовича — Віра Олександрівна закінчила Смольний інститут шляхетних дівчат у Петербурзі.
Батько уособлював у сім'ї творчу, артистичну особистість, а мати зберігала домашнє вогнище…
Левко почав займатися музикою з шести-семи років у Борисоглібській музичній школі, пізніше — в училищі.
Планував піти вчитися до Мінської консерваторії по класу фортепіано, але війна зламала плани, і 17-річний юнак потрапляє на фронт. Волховський, Ленінградський, Карельський — на цих фронтах він пройшов шлях з Ансамблем Київського військового округу від оркестранта (грав на домрі) до хормейстера.
Після звільнення Києва поступив у Київську державну консерваторію, яку закінчив (1949) в класі Г. Верьовки.
1947—1954 — диригент ансамблю пісні і танцю Північно-Кавказького військового округу.
Після закінчення консерваторії молодий хормейстер продовжував працювати з ансамблем, часто з успіхом виступав у різних містах.
У 1954 році ансамбль запросили до театру на день Радянської Армії. Досить складна програма концерту. Ранком подзвонив Михайло Йосипович Пірадов — головний диригент театру: «Ми просимо вас зайти до театру». М.Пірадов та В.Колесник (на той час — головний хормейстер) запропонували перейти на роботу до театру хормейстером.
1954—1967 — хормейстер Київського театр опери та балету ім. Т.Шевченка,
1967—1970 — диригент Київського театр опери та балету ім. Т.Шевченка,
1972—2014 — головний хормейстер.
1971—1978 — доцент кафедри хорового диригування Київської державної консерваторії, з 1972 — головний хормейстер Київського театру опери та балету ім. Т.Шевченка,
1986—1991 — директор Київського театру опери та балету ім. Т.Шевченка.
З 1959 — викладач Київської державної консерваторії ім. П.Чайковського, З 1978 — завідувач кафедри хорового диригування Національної музичної академії України ім. П. І. Чайковського
З 1979 — професор Київської державної консерваторії ім. П.Чайковського.
Як хормейстер-постановник випустив понад 100 оперних вистав, диригував операми в театрах України, Франції, Югославії, Польщі.
Хор Національної опери України, створений ним, вважається одним із найкращих оперних хорів світу.
Творча манера Л. Венедиктова позначена тонким розумінням природи хорового співу, глибоким проникненням в авторський задум, умінням донести до аудиторії найтонші нюанси звуковедення.

Могила Льва Венедиктова, Байкове кладовище

Брав участь у першому виконанні опер «Ярослав Мудрий» Г.Майбороди (1975), «На русалчин великдень» М.Леонтовича (1977), «Прапороносці» О.Білаша (1985). Серед постановок: «Наймичка» М.Вериківського (1984), «Мазепа» П.Чайковського (1991), «Гуґеноти» Д.Меєрбера, «Купало» А.Вахнянина (1993), «Реквієм» Дж. Верді (1993) та ін.
Серед випускників Л. Венедиктова — Анатолій Семенчук, Кирило Карабиць, Наталія Кречко, Микола Лисенко, Богдан Пліш, Володимир Шейко, Олена Радько та інші.
Помер на 94-му році життя 10 грудня 2017 року. Похований на центральній алеї Байкового кладовища (ділянка № 52а).

## Нагороди
- Звання Герой України з врученням ордена Держави (8 жовтня 2004) — за визначний особистий внесок у розвиток української культури, збагачення національної музичної та хорової спадщини, багаторічну плідну творчу діяльність[2]
- Орден князя Ярослава Мудрого III ст. (7 жовтня 2009) — за визначний особистий внесок у розвиток українського оперного мистецтва, високу професійну майстерність, багаторічну творчу діяльність та з нагоди 85-річчя від дня народження[3]
- Орден князя Ярослава Мудрого IV ст. (7 вересня 2001) — за вагомий особистий внесок у розвиток українського оперного та балетного мистецтва, високий професіоналізм[4]
- Орден князя Ярослава Мудрого V ст. (8 жовтня 1999) — за визначні особисті заслуги перед Українською державою в розвитку оперного мистецтва, багаторічну плідну творчу діяльність[5]
- Почесна відзнака Президента України (18 жовтня 1994) — за видатний внесок у розвиток українського музичного мистецтва, високу професійну майстерність[6]
- Орден «Merita della Republika Italiana» («За заслуги перед Італійською Республікою») (Італія, 1986)
- Орден Пошани (Російська Федерація, 27 січня 2003) — за великий внесок у розвиток мистецтва і зміцнення російсько-українських культурних зв'язків[7]
- Ордени Трудового Червоного Прапора (1982), Вітчизняної війни II ст. (1985)
- Лауреат Державної премії України ім. Т.Шевченка (1976)
- Заслужений діяч мистецтв УРСР (1965)
- Народний артист УРСР (1974)
- Народний артист СРСР (1979)
- Почесна грамота КМ України (10.2004)
- Премія ім. М. В. Лисенка (1984)
- Золота медаль Академії мистецтв України (2004)
- Відзнака Київського міського голови «Знак Пошани» (2001)
- орден УПЦ преподобного Нестора Літописця (2004)
- Член-кореспондент Національної академії мистецтв України (відділення театрального мистецтва) (2005)
- Почесний громадянин м. Києва